# Rue Prévost-Paradol
La rue Prévost-Paradol est une voie du 14e arrondissement de Paris, en France.

## Situation et accès
La rue Prévost-Paradol est une voie située dans le 14e arrondissement de Paris. Elle débute au 36, boulevard Brune et se termine avenue Marc-Sangnier.

## Origine du nom
Elle porte le nom du littérateur et publiciste Prévost Paradol (1829-1870).

## Historique
La voie a été ouverte en 1928 sur l'emplacement du bastion no 76 de l'enceinte de Thiers et a pris sa dénomination actuelle l’année suivante. 